# Fallout: Brotherhood of Steel
No confundir con Fallout Tactics: Brotherhood of Steel.
Fallout: Brotherhood of Steel es un juego de rol y acción de 2004 desarrollado y publicado por Interplay Entertainment. Salió a la venta para PlayStation 2 y Xbox, y fue la primera entrega de la serie Fallout para consolas de videojuegos domésticas. Ambientado en el año 2208, el jugador controla a un iniciado de la Hermandad del Acero, una organización militante que intenta poner orden en un mundo diezmado por la guerra nuclear.
La crítica ha considerado este juego como un hack and slash, debido a su énfasis en el combate rápido y los encuentros con grandes grupos de enemigos. No presenta un mundo abierto como otros juegos de Fallout, sino que su diseño es lineal.

## Historia
A principios de la década de 2000, Interplay intentó introducirse en el mercado de las consolas, y obtuvo éxito comercial con el juego de 2001 Baldur's Gate: Dark Alliance. Esto inspiraría a la compañía a dar luz verde al desarrollo de una entrada para consola de la serie Fallout.
El tono orientado a la acción de Fallout: Brotherhood of Steel difiere significativamente de la estética retrofuturista que había definido anteriormente la serie. Los cambios más notables incluían una banda sonora de heavy metal en lugar de canciones populares de los años 50 y personajes femeninos abiertamente sexualizados.
Fallout: Brotherhood of Steel se vendió mal en su lanzamiento y recibió críticas dispares. Los críticos consideraron que la jugabilidad era repetitiva y monótona, y hubo división de opiniones sobre el tono del juego. En los años transcurridos desde su lanzamiento, periodistas y aficionados lo han calificado como una de las peores entregas de la serie, y su tibia acogida contribuyó al estancamiento de la serie Fallout a mediados de la década.

## Juego
Fallout: Brotherhood of Steel es un juego de rol y acción que se juega desde una perspectiva descendente. Ambientado en el año 2208, el jugador controla a un iniciado de la Hermandad del Acero, una organización militante que intenta poner orden en un mundo diezmado por la guerra nuclear.
Al iniciar el juego, es posible elegir jugar con uno de los tres personajes, cada uno especializado en un arma concreta:
- Nadia, una mujer especialista en armas duales
- Cain, un necrófago hábil con armas blancas cuerpo a cuerpo
- Cyrus, un hombre experto en armas pesadas

Asimismo, se incluye un modo para un jugador y uno cooperativo para dos jugadores.

### Combate
Hay más de 50 armas disponibles para el jugador, como pistolas de energía, guanteletes y granadas. Durante el combate, el jugador puede apuntar a enemigos específicos fijándose en ellos, lo que significa que el personaje del jugador siempre se enfrentará al enemigo apuntado independientemente de por dónde se mueva Este, además, puede saltar, agacharse y esquivar ataques enemigos durante el combate.

### Experiencia
Cada vez que el jugador mata a un enemigo o completa una misión, gana puntos de experiencia. Una vez conseguidos puntos de experiencia suficientes, el jugador puede subir de nivel y seleccionar una ventaja, que es una mejora permanente. Por ejemplo, la ventaja «Como un gato» aumenta la velocidad a la que se blanden las armas cuerpo a cuerpo y la velocidad de esquiva. Algunas ventajas son exclusivas de ciertos personajes.

### Navegación
Fallout: Brotherhood of Steel no presenta un mapa de mundo abierto como otros juegos de Fallout, sino que tiene un diseño lineal. El jugador está confinado en áreas específicas hasta cumplir todos los objetivos requeridos Por ejemplo, uno de los primeros objetivos es matar a todos los escorpiones mutados de un edificio abandonado
El juego está dividido en tres capítulos, cada uno de los cuales aumenta en dificultad. Cuando no se está en combate, el jugador puede hablar con personajes no jugadores (PNJ). Algunos PNJ actúan como vendedores, y comprarán y venderán objetos al jugador. También pueden ofrecer misiones opcionales secundarias, que proporcionarán puntos de experiencia adicionales.

## Trama
Fallout: Brotherhood of Steel está ambientado en el año 2208, 131 años después de una devastadora guerra nuclear entre Estados Unidos y China. Tras la guerra, se forma la organización militante Hermandad del Acero, que busca restaurar el orden y asegurar la tecnología dañina.
El jugador controla a un miembro de la Hermandad del Acero apodado el Iniciado, y tiene la misión de encontrar a un grupo de soldados de la Hermandad del Acero llamados paladines que desaparecieron cerca de la ciudad de Carbon. Tras defender la ciudad de un grupo de asaltantes, el Iniciado se enfrenta a Jane, la líder de los asaltantes, y se entera de que Jane dirigió a los paladines a la ciudad de Los para investigar la actividad de los supermutantes.
Los está poblada por ghouls, muchos de los cuales pertenecen a un culto llamado la Iglesia de los Perdidos. Los paladines fueron capturados por la Iglesia de los Perdidos, y todos menos el paladín Rhombus fueron asesinados. El Iniciado mata al líder de la secta, Blake, pero durante el intento de huida Rhombus resulta mortalmente herido. Antes de morir, Rhombus ordena al Iniciado que destruya el compuesto supermutante en un refugio antiatómico subterráneo llamado Bóveda.
El Iniciado investiga la Bóveda, pero su brazo izquierdo es amputado en una pelea con el líder supermutante Attis. Un grupo de científicos de la Bóveda rescata al Iniciado y le proporciona un brazo robótico. El Iniciado avanza más en la Bóveda y se entera de que Attis estaba utilizando el laboratorio del complejo para investigar una cura para el virus que esteriliza a los supermutantes. El Iniciado inicia una secuencia de autodestrucción y escapa de la Bóveda en un monorraíl.

## Desarrollo
A principios de los años 2000, Interplay Entertainment intentó introducirse en el mercado de las consolas, que hasta entonces había ignorado en favor del mercado de los PC. En aquel momento, la compañía atravesaba dificultades financieras, que se prolongaría durante varios años La periodista Kat Bailey atribuye los problemas financieros de Interplay al aumento de los costes de desarrollo de los juegos y al giro de la industria hacia los juegos de consola a finales de los años 90

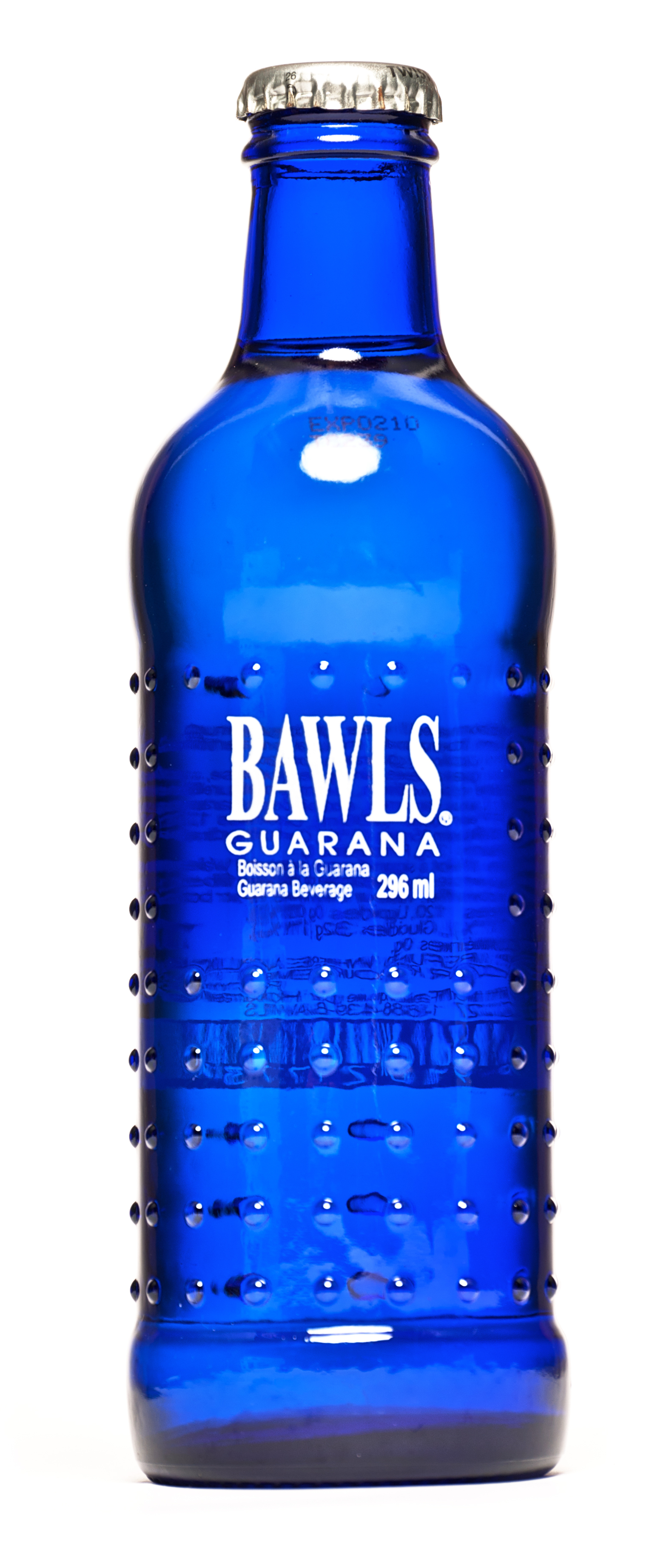
Botella de Bawls Guarana. Esta bebida reemplazaría al refresco ficticio Nuka-Cola en el juego.

En 2001, Interplay lanzó Baldur's Gate: Dark Alliance, la primera entrega para consola de la serie Baldur's Gate, que se convirtió en un éxito comercial y vendió más de un millón de copias en 2003, lo que a su vez inspiró a Interplay para dar luz verde al desarrollo de una entrega para consola de la serie Fallout
La idea de un juego de Fallout para consola existía años antes de que Fallout: Brotherhood of Steel comenzara su desarrollo. El diseñador Chris Pasetto señaló que la propuesta inicial era que fuera un shooter en primera persona. Sin embargo, tras el lanzamiento de Baldur's Gate: Dark Alliance, Interplay ordenó que Fallout: Brotherhood of Steel tuviera una jugabilidad más orientada a la acción, en contraposición a la jugabilidad de rol que había definido anteriormente la serie Además, tendría que utilizar el motor Snowblind, desarrollado por Snowblind Studios para Baldur's Gate: Dark Alliance Pasetto describió el motor como una «plantilla rígida». En una entrevista con Eurogamer, Pasetto dijo: «No teníamos el ancho de banda de ingeniería para hacer más que unos pocos retoques. Nuestro principal objetivo técnico era mejorar el combate a distancia para la jugabilidad centrada en las armas de Fallout»
El tono orientado a la acción de Fallout: Brotherhood of Steel difería significativamente de la estética retrofuturista que había definido la serie hasta el momento. Esto puede apreciarse en la banda sonora del juego, compuesta por temas de heavy metal contemporáneo de grupos como Killswitch Engage y Slipknot, en contraposición a las canciones populares de los años 50 utilizadas en otros juegos
Craig Garfinkle y el músico de heavy metal Devin Townsend contribuyeron con temas ambientales. Además, se simplificó la ideología de la Hermandad del Acero, se sustituyó la marca de refrescos Nuka-Cola que había aparecido en anteriores juegos de Fallout por Bawls y se sexualizó a los personajes femeninos. Pasetto afirma que estos cambios fueron instituidos por los ejecutivos de Interplay, que querían que el juego atrajera a un público más amplio de consolas. El equipo de desarrollo se opuso a estos cambios, pero sus preocupaciones fueron desestimadas
Fallout: Brotherhood of Steel se desarrolló al mismo tiempo que el proyecto «Van Buren» de Black Isle Studios, que pretendía ser la tercera entrega de la serie principal de Fallout. Sin embargo, este juego se vería a su vez obstaculizado por la mala gestión de Interplay y, tras la dimisión de numerosos desarrolladores de la compañía, el proyecto se canceló en 2003

## Lanzamiento y recepción
Fallout: Brotherhood of Steel se anunció en marzo de 2003, y su lanzamiento estaba previsto inicialmente para el cuarto trimestre del año. Sin embargo, se pospuso su lanzamiento cuando Interplay rescindió su contrato con la distribuidora Vivendi Universal Games a raíz de una disputa legal entre ambas empresas en relación con los pagos por el juego Lionheart: Legacy of the Crusader
Finalmente, el juego salió a la venta para PlayStation 2 y Xbox en Norteamérica el 13 de enero de 2004, y en Europa el 2 de abril de 2004. Según Pasetto, Fallout: Brotherhood of Steel se vendió muy mal. Cuando se le preguntó por el impacto comercial que tuvo el juego en Interplay, Pasetto comentó: «Fue uno de los muchos proyectos que tuvieron un bajo rendimiento y habría tenido que vender cifras milagrosas para cambiar el destino de Interplay»

### Críticas

#### Repetitividad
Fallout: Brotherhood of Steel recibió críticas sobre su naturaleza repetitiva. Greg Kasavin, de GameSpot, opinó que el juego era más largo de lo que realmente era debido a la jugabilidad repetitiva y a los enemigos poco interesantes. Kasavin escribió: «Los juegos de hack and slash no deberían ser complicados, pero eso no significa que no deban tener profundidad»
Edge describió la jugabilidad como poco atractiva, señaló que los enemigos a menudo se suicidaban debido a una mala codificación y que la experiencia en general resultaba «poco entusiasta». Por el contrario, Ed Lewis, de IGN, consideró que el combate repetitivo era agradable y satisfactorio. «Aunque no te hará pensar demasiado, tiene suficiente acción para un sábado por la tarde».

#### Mecánicas
Algunos críticos lamentaron la incapacidad de Fallout: Brotherhood of Steel para simplificar adecuadamente la mecánica de juego de rol de la serie Fallout en comparación con Baldur's Gate: Dark Alliance.. Kristan Reed de Eurogamer opinó que subir de nivel no tenía sentido, ya que los enemigos eran proporcionalmente más duros a medida que avanzaba el juego

#### Diálogos
Los diálogos y el tono más orientado a la acción,a su vez, dividieron a los críticos. Algunos disfrutaron con los diálogos cargados de improperios y el humor negro, como Joe Juba, de Game Informer, que escribió: «Le da al juego un toque irónico difícil de resistir. Nunca pensé que tendría una excusa para usar la frase 'encanto postapocalíptico', pero este juego lo tiene». Otros tacharon la escritura de superflua e innecesaria. Reed calificó el diálogo cargado de improperios de “palabrotas infantiles” mientras que Edge comparó la sensación general del juego con la de un “colegial enfadado”

#### Gráficos
Los gráficos y la presentación general de Fallout: Brotherhood of Steel también dividieron a la crítica. Games TM describió los gráficos como «bonitos y brillantes», pero consideró que la mezcla de audio era inconsistente y criticó duramente la perspectiva vertical por no permitir al jugador acercarse y alejarse para ver mejor la acción. Aunque a Zach Meston, de GameSpy, le gustó la presentación, señaló: «Los juegos de rol de tipo “hack-and-slash” están obligados a adornar su limitada y repetitiva jugabilidad con unos gráficos y un sonido excepcionales, pero lo que era un motor 3D asombroso en 2001 no es más que un motor 3D muy bueno a principios de 2004, especialmente en Xbox»

#### Legado
Los críticos han comentado a menudo que los fans de Fallout de toda la vida pueden sentirse traicionados por Fallout: Brotherhood of Steel.. Meston también se preguntó si Fallout: Brotherhood of Steel interesaría a los jugadores ocasionales que no han jugado a la serie Fallout, comentando: «Fallout: Brotherhood of Steel es un hack-and-slash competente y en ocasiones convincente, pero los fans de los juegos de PC seguirán soñando con el verdadero [juego de rol] que nunca tendrán, y los fans de Dark Alliance preferirán presumiblemente jugar a Dark Alliance II»
Reed se hizo eco de este comentario y afirmó: «Aunque desconozcas por completo la galardonada herencia de Fallout, hay motivos para sospechar que incluso los jugadores de acción ocasionales (a los que presumiblemente va dirigido en un intento desesperado de comercialidad) no aceptarán este flojo y poco inspirado juego de acción [de rol]». Paul Byrnes, de Electronic Gaming Monthly, calificó la historia de «insulto a la serie Fallout», y señaló que los nuevos jugadores podrían malinterpretar la serie como «derivada y cursi».

## Secuela cancelada
Se planeó una secuela de Fallout: Brotherhood of Steel, titulada Fallout: Brotherhood of Steel 2. Su lanzamiento estaba previsto para el cuarto trimestre de 2004 y habría sido un título exclusivo de PlayStation 2
Según un documento de diseño filtrado, la jugabilidad de Fallout: Brotherhood of Steel 2 habría estado más en línea con la de los dos primeros juegos de Fallout que con la de Fallout: Brotherhood of Steel. y habría incluido una mecánica de reputación, que habría permitido a los jugadores cambiar la opinión que otros personajes tenían de ellos en función de si sus elecciones se consideraban buenas o malas, así como una mecánica de sigilo
La historia fue escrita por el veterano de la serie Brian Freyermuth, y habría contado con tribus itinerantes como la Legión de César y los Chacales, que finalmente aparecerían en el juego Fallout: New Vegas. Ian Dransfield de Retro Gamer afirma que el desarrollo de Fallout: Brotherhood of Steel 2 estaba a punto de finalizar antes de su cancelación por parte de Interplay